# Uí Dúnchada
Uí Dúnchada  est le nom d'un sept issu des Uí Dúnlainge une des lignées royales du royaume de Leinster en Irlande

## Historique
Les Uí Dúnchada sont les descendants de Dúnchad mac Murchado († 728) l'un des trois fils de Murchad mac Bran Mut. Pendant près de trois siècles de 760 à 1003;  dix de ses membres occupèrent le trône de Leinster en alternance avec leurs parents Uí Fáeláin et  Uí Muiredaig.  
Ce sept ayant sa résidence royale à Líamhain Lyons Hill (en), à la frontière entre le comté de Dublin et  celui Kildare leur domaine traditionnel atteignaient peut-être la frontière du  comté de Wicklow entre la rivière Liffey et les monts de Dublin. Les descendants de l'un de leur roi du milieu de XIe siècle Mac Gilla Mo-Cholmóg adoptèrent le nom de Fitz Dermot/Fitz Desmond.

## Généalogie
Selon le manuscrit de Rawlinson la généalogie des premiers Uí Dúnchada est la suivante:
Donnchad mc Muirchertaig m. Gilla Chéile m. Gilla Mo Cholmóc  m. Cellaich m. Dúnchada m. Lorccain m. Fáeláin m. Muiredaig m. Bróen m. Fáeláin m. Cellaich m. Dúnchada m. Murchada m. Bran Mut († 693)

## Source
- (en) T.W Moody, F.X. Martin, F.J. Byrne, A New History of Ireland IX Maps, Genealogies, Lists. A companion to Irish History part II, Oxford, Oxford University Press, 2011, 690 p. (ISBN 978-0-19-959306-4), p. 134 & 200 Kings of Leinster to 1171
- (en) Francis John Byrne, Irish Kings and High-Kings, Dublin, Four Courts Press, 2001, 341 p. (ISBN 978-1-85182-196-9), p. 150-151, 157
- (en) Donnchadh Ó Corráin, Ireland before the Normans, Dublin, Gill & Macmillan, 1972, p. 185 Kings of Leinster Uí Dúnchada